# Паницца, Этторе
Этторе (Эктор) Паницца (итал. Ettore Panizza; 12 августа 1875, Буэнос-Айрес ― 27 ноября 1967, Милан) ― аргентинский дирижёр и композитор итальянского происхождения.
Музыке учился у отца, виолончелиста Джованни Паницца, затем в Миланской консерватории у Джузеппе Фругатта (фортепиано), Аминторе Галли (гармония), Микеле Саладино (контрапункт) и Винченцо Феррони (композиция). В 1898 Паницца окончил консерваторию с первой премией по композиции, однако дальнейшую музыкальную карьеру связал с дирижированием, став первым аргентинским дирижёром, получившим мировое признание. В 1907―1914 Паницца работал в театре «Ковент-Гарден», в 1916―1917 и 1921―1932 ― в «Ла Скала» (вместе с Артуро Тосканини), наконец, в 1934―1942 ― в Метрополитен-опера. Кроме того, с 1921 по 1955 Паницца был бессменным дирижёром театра Колон в Буэнос-Айресе, где особым успехом пользовались его исполнения итальянского классического оперного репертуара, а также опер Вагнера и Р. Штрауса.
В качестве композитора Паницца известен как один из первых аргентинцев, работавших в жанре оперы и симфонической музыки. В отличие от многих своих современников ― представителей национальных композиторских школ, Паницца отказался от широкого употребления народного музыкального материала, предпочитая эстетическую концепцию веризма. Одна из его наиболее известных работ ― опера «Аврора», написанная в 1907 году, была подвергнута критике за использование итальянского текста (автором которого выступил Луиджи Иллика, либреттист Джакомо Пуччини) и отсутствие «аргентинского» содержания. Тем не менее, опера имела успех и прочно вошла в репертуар театра Колон, где исполнялась на испанском языке.

## Записи
Верди — Трубадур — Стелла Роман, Бруна Castagna, Артур Каррон, Норман Кордон, 1941